# Sent
Sent est une localité et une ancienne commune suisse de la Basse-Engadine dans le canton des Grisons.
Le romanche est la langue primaire. L'économie de cette municipalité est basée sur le tourisme.
Le centre du village est reconnu comme bien culturel suisse d'importance nationale.

## Histoire

Photo aérienne (1947)

Le 1er janvier 2015, l'ancienne commune a été intégré avec ses voisines d'Ardez, Ftan, Guarda et Tarasp dans la commune de Scuol.